# Judith Klinman

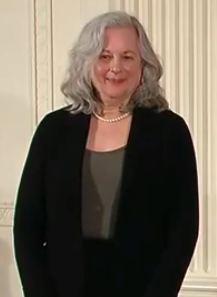
Klinman bei der Verleihung der National Medal of Science im Weißen Haus am 20. November 2014.

Judith Pollock Klinman (* 17. April 1941 in Philadelphia, Pennsylvania) ist eine amerikanische Chemikerin, die für ihre Beiträge zur Enzymkinetik bekannt ist. Sie ist Professorin für Chemie, Molekular- und Zellbiologie an der University of California, Berkeley.
Klinman wurde als Judith Pollock in Philadelphia geboren. Sie war schon als Kind an Naturwissenschaften interessiert und wollte später Chemie studieren, ihre Familie konnte allerdings nicht für die Studiengebühren aufkommen. Ein Teilstipendium ermöglichte ihr das Studium an der University of Pennsylvania, das sie 1962 mit einem B.Sc. als Zweitbeste ihres Jahrgangs abschloss. Ihr postgraduales Studium begann sie an der New York University, wo sie ihren späteren Ehemann Norman Klinman kennenlernte, kehrte aber an die University of Pennsylvania zurück und erhielt 1966 hier ihren Ph.D. in Chemie. In ihrer Doktorarbeit beschäftigte sie sich mit der Imidazol-katalysierten Hydrolyse von Benzimidazol (A kinetic study of the hydrolysis and imidazole-catalyzed hydrolysis of substituted benzolimidazoles in light and heavy water).
Nach ihrem Abschluss war sie bis 1967 Stipendiatin am Weizmann-Institut für Wissenschaften in Israel. Zwischen 1968 und 1978 forschte sie am Fox Chace Cancer Center des National Cancer Institute, bevor sie an die UC Berkeley wechselte. Sie war die erste Frau an der Fakultät für Chemie der Universität, die eine Lehrtätigkeit innehatte. Von 2000 bis 2003 war sie  Vorsitzende des Fachbereichs.
1989 lieferte sie zusammen mit ihrem Forschungsteam an der UC Berkeley den ersten Beleg für einen Protonen-Tunneleffekt in Enzymreaktionen. Klinman und ihr Team fanden beim Hefeenzym ADH, das Aldehyde mithilfe des Co-Enzyms NADH reduziert, einen starken temperaturunabhängigen, kinetischen Isotopeneffekt, der auf einen Tunneleffekt beim Reaktionsmechanismus hindeutet. Klinman entdeckte außerdem die sogenannten Chinone-Enzyme, die als Cofaktoren die Oxidation biogener Amine und Alkohole beschleunigen. 1990 zeigte sie, dass in den aktiven Zentren der Kupfer-haltigen Aminoxidase aus Rinderplasma das 6-Hydroxydopa-Chinon (Topachinon TPQ) als prosthetische Gruppe sitzt, womit Klinman jahrelange Spekulationen über die Beschaffenheit und aktiven Zentren von Protein-gebundenen Cofaktoren beendete. Später wies sie zusammen mit ihrer Forschungsgruppe nach, dass das extrazelluläre Enzym Lysyloxidase, welches die Quervernetzung von Kollagen und Elastin katalysiert, einen mit TPQ verwandten Lysin-basierten Cofaktor (Lysin-Tyrosyl-Chinon LTQ) enthält.
Klinman ist Mitglied der National Academy of Sciences, der American Academy of Arts and Sciences, American Society for Biochemistry and Molecular Biology, American Chemical Society und der American Philosophical Society. 2014 wurde ihr die National Medal of Science verliehen. Für 2017 wurde Klinman die Willard Gibbs Medal zugesprochen.